# Gräf/Steyr LU 200 M11

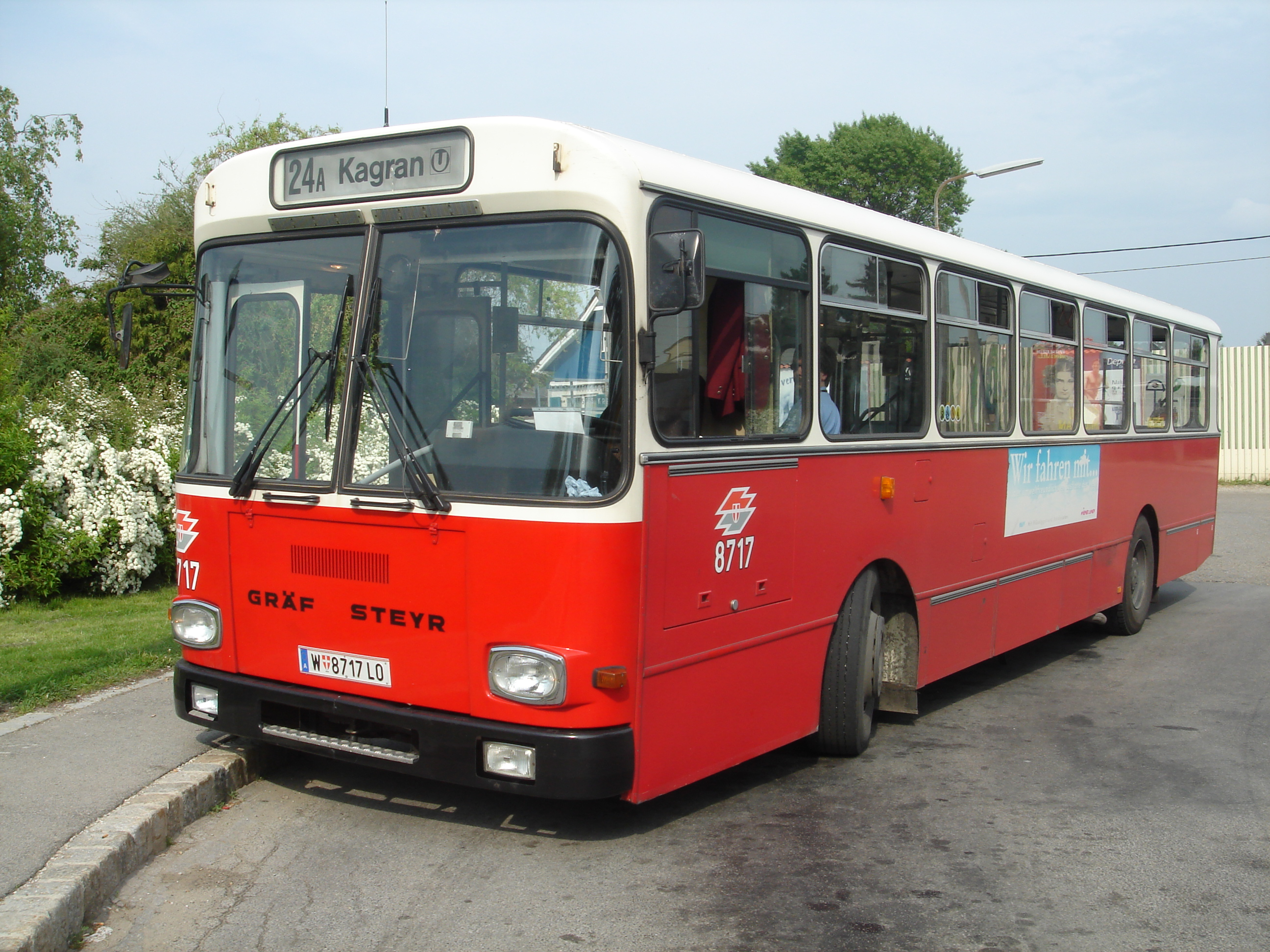
LU 200 M11 8717 im Mai 2006 auf der Linie 24A in Neuessling (Wien)

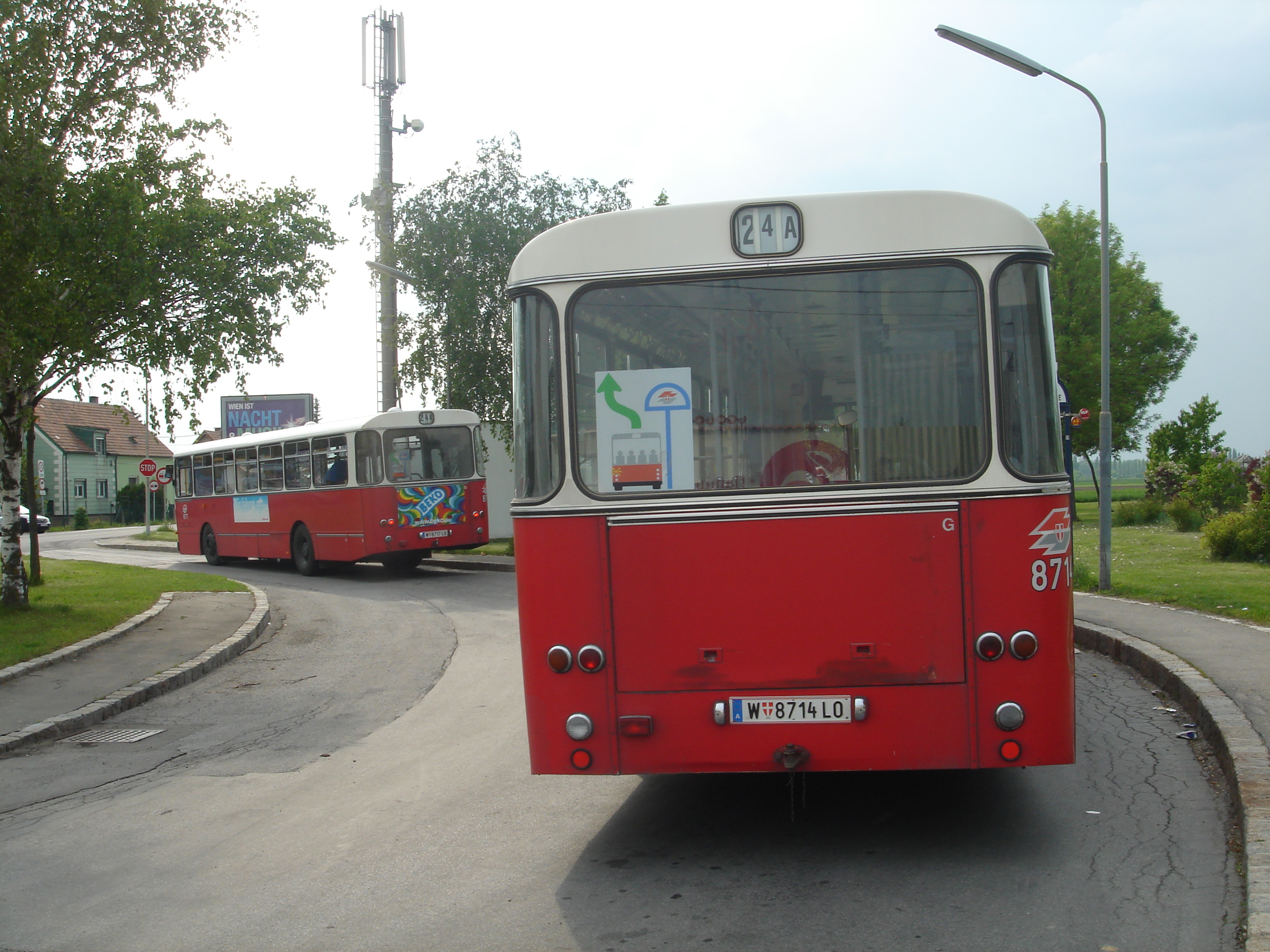
LU 200 M11 8714 & 8717 im Mai 2006 auf Linie 24A in Neuessling

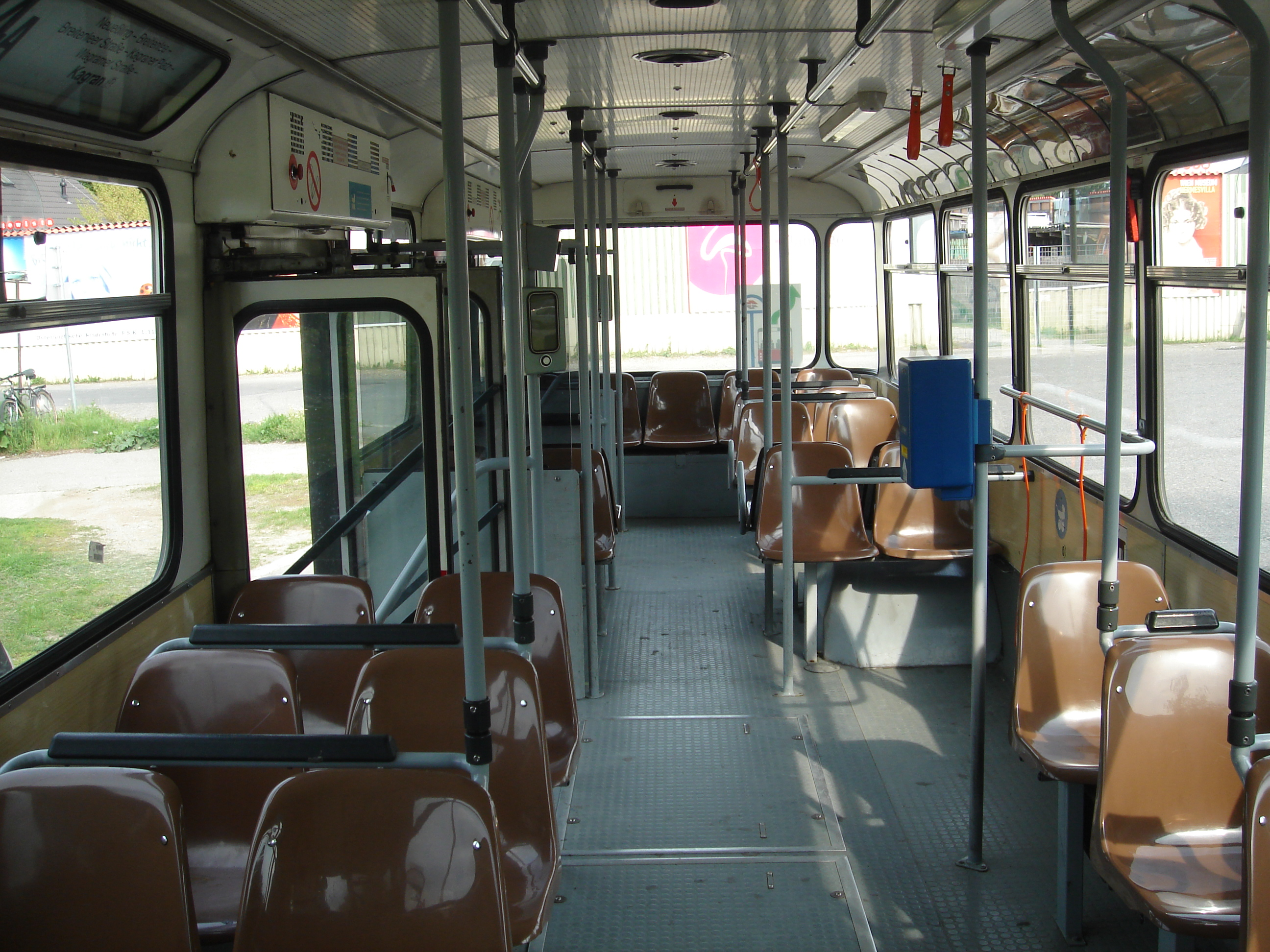
Innenansicht des LU 200 M11 8714 mit neuer PVC-Bestuhlung

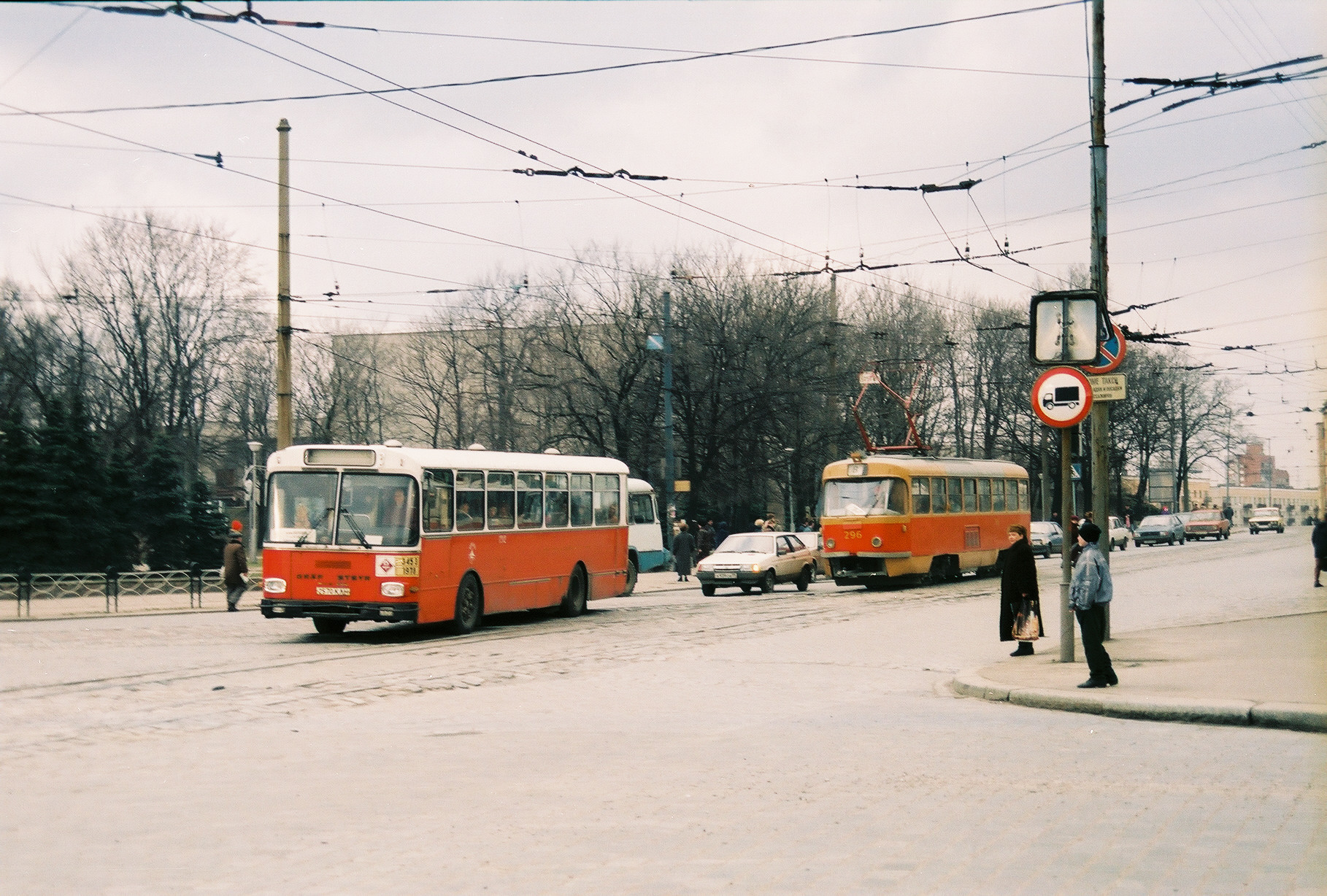
LU 200 M11 (ex Wiener Linien) in Kaliningrad (Königsberg) im Februar 1995 (Foto: Henrik Karl Nielsen)

Der Gräf/Steyr LU 200 M11 ist ein ursprünglich hauptsächlich in Wien von den Wiener Stadtwerken (Wiener Linien) eingesetzter Hochflur-Stadtlinienbus. Der Typ wurde in den Jahren 1978–1992 von den österreichischen Firmen Gräf & Stift (Fahrwerk) und Steyr (Aufbau) hergestellt.

## Geschichte
Im Zuge der Modernisierung des veralteten Buswagenparks wurden Ende der 1970er Jahre die Firmen ÖAF Gräf & Stift und Steyr Daimler Puch mit der Konstruktion eines neuen Stadtbusses für den Wiener Stadtverkehr beauftragt. Die bereits ab 1976 gelieferten Doppeldeckerbusse des Typs DDH 200 gaben Technik und Design vor, wobei der neue LU 200 M11 zum Teil dem Ende der 1960er Jahre in Deutschland entwickelten VÖV-Standard-Linienbus (hier dem MAN SL 200) entsprach. Es waren die ersten Busse Wiens, die mit einem Reihen-Sechszylinder-Ottomotor unter ausschließlicher Verwendung von Flüssiggas unterwegs waren. Die vorher eingesetzten Fahrzeuge besaßen Dieselmotoren und wurden teilweise auf einen Diesel-/Flüssiggasgemisch-Betrieb adaptiert. Bereits damals war man sich bewusst, dass durch die alleinige Verwendung von Flüssiggas der Schadstoffausstoß von Ruß und Kohlenmonoxid (CO) entscheidend gesenkt werden kann.
Am 3. April 1978 wurde der erste Wagen des Typs LU 200 M11 in Betrieb genommen. In den folgenden Jahren lösten diese Busse in Wien die bereits in die Jahre gekommenen Wagen der Serien TS - U10, U7-OSU und OSU 192 Schritt für Schritt ab. Zwischen 1978 und 1992 wurden 345 Stück dieser Bauart gefertigt, wobei ab Baujahr 1988/1989 stärkere Motoren mit etwas größerem Hubraum eingebaut wurden. Ab diesem Baujahr wurden die Wagen auch serienmäßig mit einem Katalysator ausgestattet. Die zuvor gebauten Wagen wurden nachgerüstet.
Jahrelang bestimmten die LU 200 M11 das Wiener Stadtbild. Zwischen 1984 und 1992 gab es in Wien sogar einen typenreinen Normalbusbetrieb. Ab 1992 wurden die alten LU 200 M11 durch neue Niederflurbusse ersetzt. Das Ende der LU-200-Ära war am 16. Mai 2007 im Zuge der fortgeschrittenen Auslieferung der neuesten Niederflurbus-Baureihe MAN Lion’s City eingetreten.
Eine Anzahl der Busse haben nach ihrer Ausmusterung in Wien bei ausländischen Betrieben Verwendung gefunden, so z. B. in Kaliningrad (Königsberg).

## Technische Daten
- Länge: 11.500 mm
- Breite: 2.500 mm
- Höhe (inkl. Lüfter): 3.057 mm
- Eigengewicht: 9.840 kg (10.370 kg)
- Sitzplätze: 31
- Stehplätze: 58
- Achsdruck vorn: 6.900 kg (7.000 kg)
- Achsdruck hinten: 10.000 kg (11.000 kg)
- Radstand: 5.600 mm
- Motor: 6-Zylinder-4-Takt-Reihen-Otto-Unterflurmotor für Flüssiggas-Betrieb
- Leistung: 200/205 PS (147/151 kW)
- Hubraum: 11.413 (11.967) cm3
- Höchstgeschwindigkeit: 71 km/h
- Tankinhalt: 3 × 120 (96) Liter und 2 × 89 (71,2) Liter Flüssiggas
- Getriebe: Voith 506 JSR Automatik (Voith 851.2 Automatik)